# Noah Harpster
Noah Harpster é um cineasta, ator, escritor e produtor cinematográfico norte-americano.